# Guelarote
Guelarote (em armênio: Գեղարոտ, Gełarot), originalmente chamada Quexisquende (Քեշիշքենդ, Kešiškend) ou Quexisquiande (Քեշիշքյանդ, Kešiškyand), é uma aldeia do município de Salcacovite, da província de Aragatsotn, na Armênia. De acordo com o censo de 2011, havia 490 habitantes.

## Geografia
Guelarote está a certa de 15 quilômetros a leste da cidade de Espitaque, na rodovia que leva a Erevã, numa planície inclinada e ondulada, a 2 100 metros acima do nível do mar. Suas casas são construídas em pedra e possuem de um a dois andares. O clima é frio e há precipitação suficiente. A água potável que abastece a aldeia é trazida por tubulações a uma distância de quatro quilômetro. Sua população subsiste da pecuária e da produção de laticínios. Em termos de infraestrutura, conta com uma escola primária, uma biblioteca-clube, um posto médico, um departamento de comunicações, uma rede telefônica, uma padaria e uma clínica veterinária.

## História
No tempo que o território armênio fez parte do Império Russo, Guelarote estava localizada no uezde de Alexandropol, na Gubernia de Erevã. Recebeu seu nome atual por decreto do Soviete Supremo da República Socialista Soviética da Armênia de 3 de janeiro de 1935. Em 1873, 1897, 1926, 1939, 1959, 1970 e 1979, respectivamente, tinha 218, 283, 604, 768, 504, 595 e 482 habitantes. Os ancestrais dos habitantes da aldeia são oriundos de várias partes da Armênia Oriental. No interior do assentamento existe uma igreja construída no início do século XX. Nas cercanias, por conseguinte, foram localizados túmulos da Idade do Bronze ou Idade do Ferro.